# پارنال

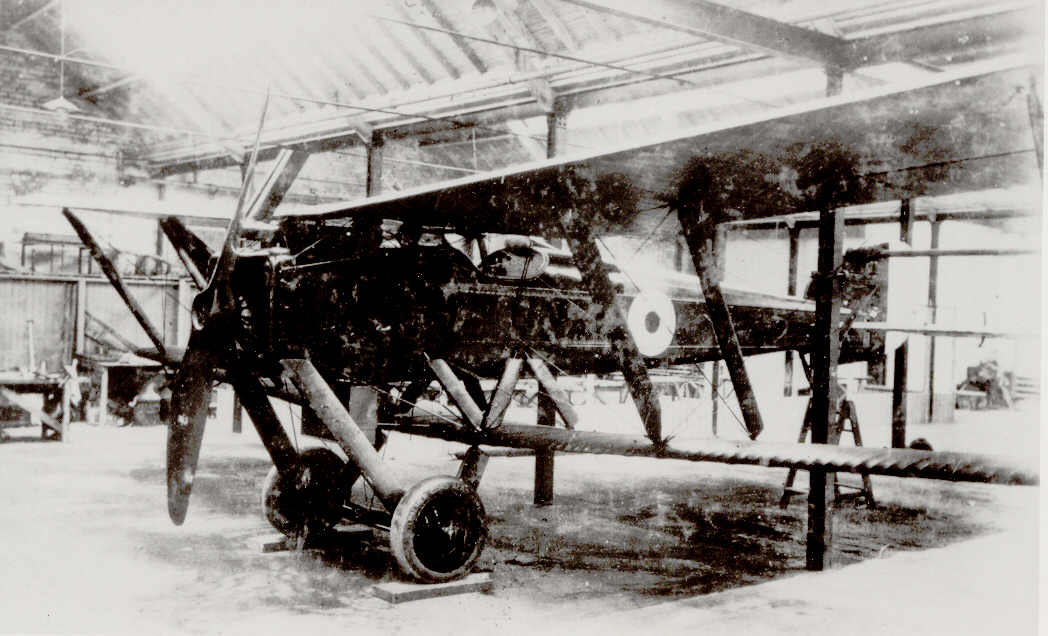
یک هواپیمای پارنال در آستانه تکمیل شدن

پارنال (انگلیسی: Parnall) یک شرکت تولیدکننده هواگرد واقع در پادشاهی متحد بریتانیای کبیر و ایرلند بود که در سال ۱۹۱۶ تولید هواگرد را آغاز کرد و از یک کارگاه چوب‌بری پیش از جنگ جهانی اول تبدیل به یک سازنده‌ی بزرگ هواپیماهای نظامی و غیرنظامی در دهه‌ی ۱۹۴۰ گردید.
در زمان جنگ جهانی دوم، مقر این شرکت در یاته که در نزدیکی مقر یکان پروازی پادشاهی بریتانیا قرار داشت به طور مکرر توسط نیروی هوایی آلمان نازی مورد حمله قرار گرفت.